# أقر
كان أقر إله الأرض والموت في الديانة المصرية القديمة.

## الوصف
كان يصور أقر أول الأمر على صورة أسد جالس مع فم واسع مفتوح، وفي وقت لاحق أصبح يصور على هيئة أسدين جالسين بظهرين متقابلين ناظرين في اتجاهين متعاكسين.
ومنذ عصر الدولة الوسطى وما بعدها أصبح أقر يظهر على شكل زوج من الأسود التوأم، واحد اسمه دواي (بمعنى الأمس) والآخر يسمى من سِفِر (معنى الغد). وهكذا أصبح أقر دائما يسمى «الذي ينظر للأمام وللخلف»، وعندما يصور كزوج الأسود مع العلامة الهيروغليفية الرامزة لـ «الأفق» (جبلان مندمجان) وقرص الشمس فوقها وضعت بين الأسدين، كان الأسدان يجلسان ظهرا إلى ظهر ملتصقان.
في أوقات لاحقة كان يمكن لأقر أن يظهر على هيئة اثنان من أبي الهول في نفس وضعية الأسود مع رأسين بشريين.

## العبادة
يظهر أقر للمرة الأولى خلال عهد الأسرة الأولى في عهود الملوك حور عحا (حور أحا) ودجر، وتظهر لوحة زخرفية غير مكتملة من قبر الفرعون جر في أبيدوس أقر يلتهم ثلاثة قلوب ، وحتى الآن موقع مركز العبادة الرئيسي للإله أقر غير معروف، ويظهر دوره في القصص الدينية الفرعوينة بوضوح لأول مرة في نصوص الأهرام الشهيرة للفرعون تيتي.

## الأسطورة
تم وصف إقر في بادئ الأمر على أنه واحد من آلهة الأرض حرّاس «بوابة العالم الآخر»، فهويحمي الملك المتوفى ضد الأفاعي الشيطانية ثلاثة حم تيت وإقيرووچاجو، وذلك بواسطة «تطويق» (أي دفن) الملك المتوفى، يمنع إقر المتوفي عن الأنفاس السامة للأفاعي الشيطانية، إله الأرض الآخر الذي قيل أنه يفعل مثل إقر هوجب، لذلك كان إقر مرتبطاً بجب، وفي السحر وغيرها من الصلوات، كان إقر مرتبطاً مع ست وحتى تم توحيده مع حيوان ست، وهذا مثير للاهتمام، لأن ست تم وصفه بأنه إله للرياح والعواصف وليس إلها للأرض.
وفي نصوص التوابيت الشهيرة من فترة عصر الدولة الوسطى، يظهر الإله أقر بديلا عن الإله خيرتي، ليصبح الآن «مراكبي رع في رحلته الليلية». فيحمي إقر إله الشمس أثناء سفره ليلية من خلال كهوف العالم السفلي، وفي كتاب الموتى الشهير، إقر أيضا «يلد» الإله خبري الممثل للشباب وارتفاع الشمس في شكل الجعران عند الشروق، فبعد أن حمل إقر تابوت خبري بأمان في كهوف العالم السفلي في مشاهد العالم السفلي الأخرى يحمل إقر رع في رحلته أيضا، وخلال هذه الرحلة يطلب فيها من إقر إخفاء جثة أوزيريس الميت تحت رحمه، ويظهر أيضا أن محمي من قبل الإله جب.